# Похищение Ади Шарона
А́ди Шаро́н — тринадцатилетний мальчик, похищенный бандой Руслана, Хизира и Шамхана Витаевых в 1999 году. Около года провёл в подвале, при этом подвергался пыткам.

## Похищение
Ади Шарон и его отец, израильский бизнесмен Иосиф Шарон, были похищены 23 августа 1999 года в Москве на Кутузовском проспекте. На следующий день отца отпустили, потребовав выкуп за сына в размере 8 млн долларов.
Шарон обратился за помощью в московский РУБОП. Преступники снизили сумму выкупа до 2 млн долларов. 21 января 2000 года Шарон получил отрезанный мизинец сына. В ходе переговоров сумма выкупа вновь была снижена — до 200 тыс. долларов. 5 мая Шарон получил второй отрезанный мизинец сына с предупреждением, что в следующий раз он получит голову.
Ади Шарон был освобождён 1 июня 2000 года в Пензе. Около года он провёл в подвале, где у него резко ухудшилось здоровье. В тот же день было задержано 13 преступников во главе с братьями Витаевыми — организаторами похищения. В раскрытии преступления участвовал сотрудник МВД Андрей Алешин.
Похитители были приговорены к длительным срокам тюремного заключения. Руслан, Хизир и Шамхан Витаевы были приговорены к различным срокам лишения (от восьми до десяти лет). Горячев получил 10 лет, Саляев — 9 лет лишения свободы.
Премьер-министр Израиля Эхуд Барак поблагодарил российского президента Владимира Путина и заявил, что «решительные действия российских спецслужб продемонстрировали террористическим и бандитским группировкам разного рода, что серьёзное и ответственное правительство не капитулирует перед угрозой насилия».